# Southampton, Massachusetts
Southampton är en kommun (town) i Hampshire County i Massachusetts. Vid 2010 års folkräkning hade Southampton 5 792 invånare.

## Kända personer från Southampton
- Samuel C. Pomeroy, politiker